# 543 aC
L'any 543 aC es un any del calendari gregorià. En l'Imperi Romà havia estat conegut com l'any 211 Ab urbe condita. La denominació de 543 aC per aquest any ha estat utilitzada des de principis de l'edat mitjana, quan es va establir l'era del calendari de l'Anno Domini per denominar els anys.

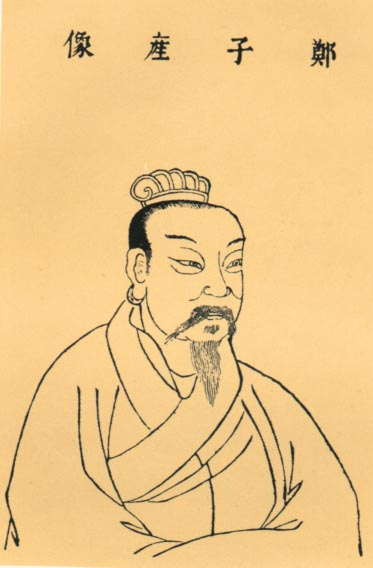
Retrat de Zichan (Li Chan) de Sancai Tuhui

## Esdeveniments
- El príncep de Nord de l'Índia Septentrional, Vidjaya envaeix Sri Lanka i hi estableix el primer Regne de Tambapanni.[1][2][3]
- Pisístrat, tirà d'Atenes purifica l'illa de Delos (data aproximada).
- Zichan esdevé primer ministre de l'estat de Zheng.[4]

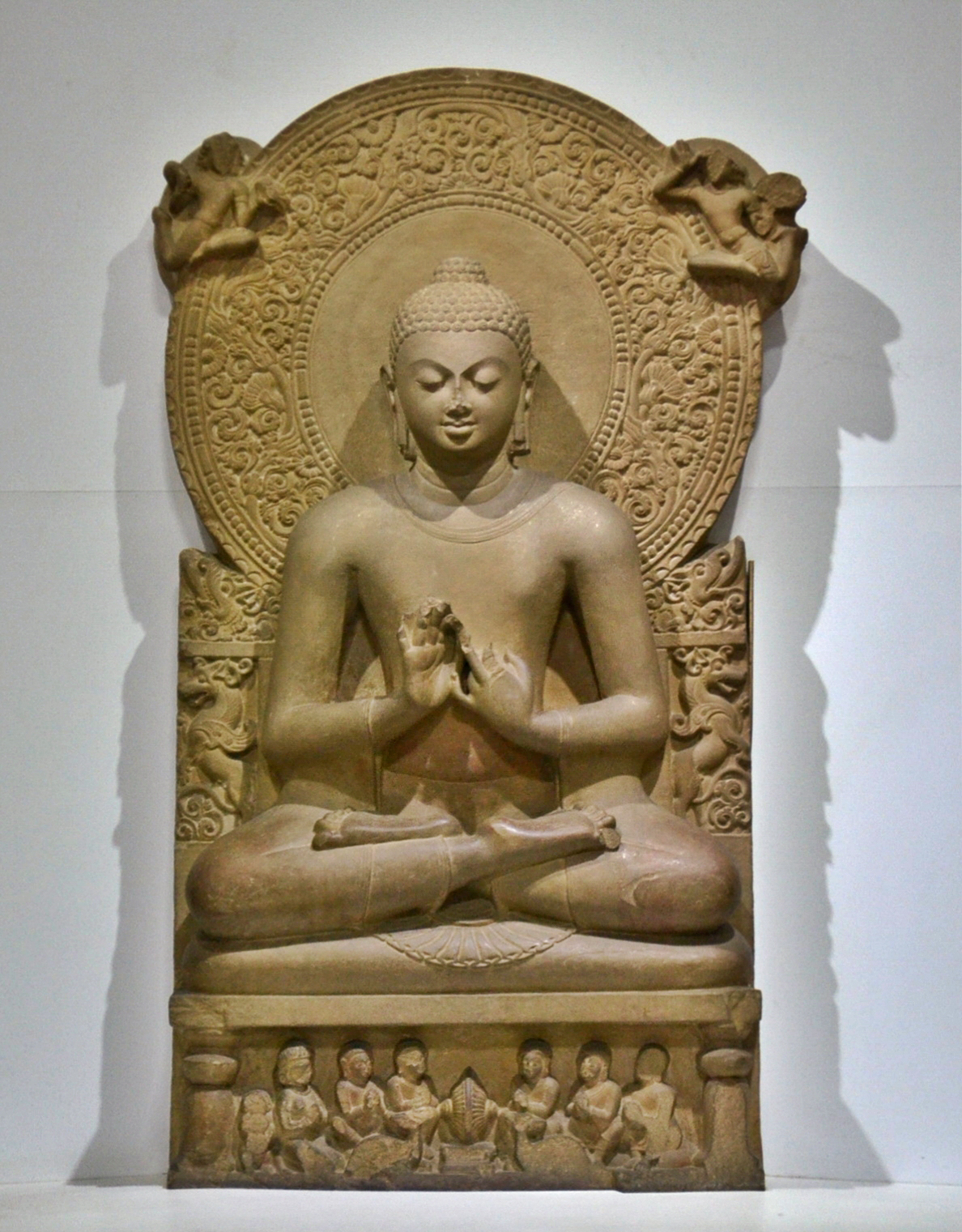
Buddha al Museu Sarnath

## Necrològiques
- Paranirvana (mort) de Siddharta Gautama (basat en el calendari solar tailandès).[5][6]